# Shinagawa City Basketball Club
Lo Shinagawa City Basketball Club (しながわシティ バスケットボールクラブ?) è una società cestistica avente sede ad Shinagawa, Tokyo, in Giappone. Fondata nel 2012, gioca in B.League.

## Storia
Lo Shinagawa City è una squadra di pallacanestro giapponese fondata ad Shinagawa nel 2012, dalla sua fondazione fino al 2021 era nota come Tokyo Cinq Rêves. Ha partecipato in Bj league dal 2012 al 2016. Attualmente gioca in B3 League, la terza serie del campionato giapponese di pallacanestro.